# 야마자키 유카
야마자키 유카(일본어: 山崎 由加, 1980년 6월 29일 ~ )는 일본의 은퇴한 여자 축구 선수이다.

## 국가대표팀 경력
그녀는 2000년 5월 31일 오스트레일리아과의 경기에서 일본 국가대표팀에 데뷔했다. 그녀는 2002년까지 국제 A매치 7경기에 출전했다.

## 통계
| 일본 | 일본 | 일본 |
| 연도 | 출전 | 득점 |
| ---- | ---- | ---- |
| 2000 | 6    | 0    |
| 2001 | 1    | 0    |
| 통산 | 7    | 0    |